# Кушов Руслан Бахрікулович
Русла́н Бахріку́лович Кушов (21 лютого 1977 — 14 серпня 2014) — сержант Збройних сил України, учасник російсько-української війни.

## Бойовий шлях
Народився 1977 року в місті Дніпрорудне (Василівський район, Запорізька область). 1992 року закінчив 9 класів Дніпрорудненської ЗОШ № 30 — навчався з 5-го класу. Здобув професію газозварника. Працював у приватних підприємствах по професії та будівельником. Пройшов строкову військову службу у місті Котовськ. В 2000-2010-х працював у Києві.
Учасник Євромайдану, з червня 2014-го — стрілець, 24-й батальйон територіальної оборони «Айдар»
14 серпня 2014 року під Хрящуватим при виконанні бойового завдання загинули Олександр Колотвін, Дмитро Дібрівний, Іван Качур, Пилип Слободенюк, Руслан Кушов, Ігор Філіпчук, Володимир Юричко, працівник «Айдару» Володимир Зюзь.
Без Руслана лишились мама Юлія Володимирівна Воробйова, донька.
Похований в місті Дніпрорудне.

## Нагороди та вшанування
За особисту мужність і героїзм, виявлені у захисті державного суверенітету та територіальної цілісності України, вірність військовій присязі під час російсько-української війни, відзначений — нагороджений
- орденом «За мужність» III ступеня (посмертно)
- нагрудним знаком «За оборону Луганського аеропорту» (посмертно)
- 1 вересня 2015-го відкрито меморіальну дошку в Дніпрорудненській школі «Світоч»
- орден «За заслуги перед Запорізьким краєм» третього ступеня (посмертно).
- Вшановується 13 серпня на щоденному ранковому церемоніалі вшанування українських захисників, які загинули цього дня у різні роки внаслідок російської збройної агресії[1].
- Його портрет розміщений на меморіалі «Стіна пам'яті полеглих за Україну» у Києві: секція 2, ряд 6, місце 39.